# Тарасовы Лога
Тарасовы Лога — упразднённая деревня в Никольском районе Вологодской области.
На момент упразднения входила в состав Краснополянского сельского поселения, с точки зрения административно-территориального деления — в Переселенческий сельсовет.
Расстояние до районного центра Никольска по автодороге — 50 км, до центра муниципального образования Пермаса по прямой — 15 км. Ближайшие населённые пункты — Пермасский, Малое Сверчково, Большое Сверчково.
По данным переписи в 2002 году постоянного населения не было.
В июле 2020 года упразднена.